# Sarracenia exornata
Sarracenia exornata este o specie de plante carnivore din genul Sarracenia, familia Sarraceniaceae, ordinul Ericales. A fost descrisă pentru prima dată de S.G., și a primit numele actual de la S. Bell. Conform Catalogue of Life specia Sarracenia exornata nu are subspecii cunoscute.